# Apterostigma moelleri
Apterostigma moelleri é uma espécie de inseto do gênero Apterostigma, pertencente à família Formicidae.